# Onitis uncinatoides
Onitis uncinatoides là một loài bọ cánh cứng trong họ Bọ hung (Scarabaeidae).